# Genetta tigrina
Genette tigrine
Espèce
Statut de conservation UICN

 LC  : Préoccupation mineure
La Genette tigrine (Genetta tigrina) est un mammifère carnivore, lié au Linsang africain et à la Civette. 

## Répartition[1],[2]
Elle se trouve en Afrique subsaharienne, du Sénégal à la Somalie, et au sud en Namibie et en Afrique du Sud. Cependant, elle est absente des zones arides du sud-ouest du continent. Elle apprécie les forêts pluvieuses, la végétation riveraine et secondaire, les forêts claires humides et diverses mosaïques de forêts.  

## Description brève[1],[2]
C’est une genette africaine (car il y en a d’autres : la genette d’Europe, avec une répartition proche et assez similaire à la différence que ses taches sont plus alignées et de même forme / la genette d’Angola / la genette servaline / ou encore la genette géante). Sa taille est d’environ 80-110 cm dont la moitié est constituée par la queue. Le ‘poids’ varie de un à 3,5 kg. Les pattes sont assez courtes, et la crinière dorsale mal définie. Les taches noires multiples sur sa fourrure brun gris à jaunâtre sont assez irrégulières en forme, taille et répartition. Sur la queue se dessinent des anneaux noirs, mais qui ne sont pas bien rectilignes (contrairement à sa cousine la genette d’Europe). Elle se nourrit essentiellement de rongeurs, mais plus d'invertébrés et de fruits que sa cousine.

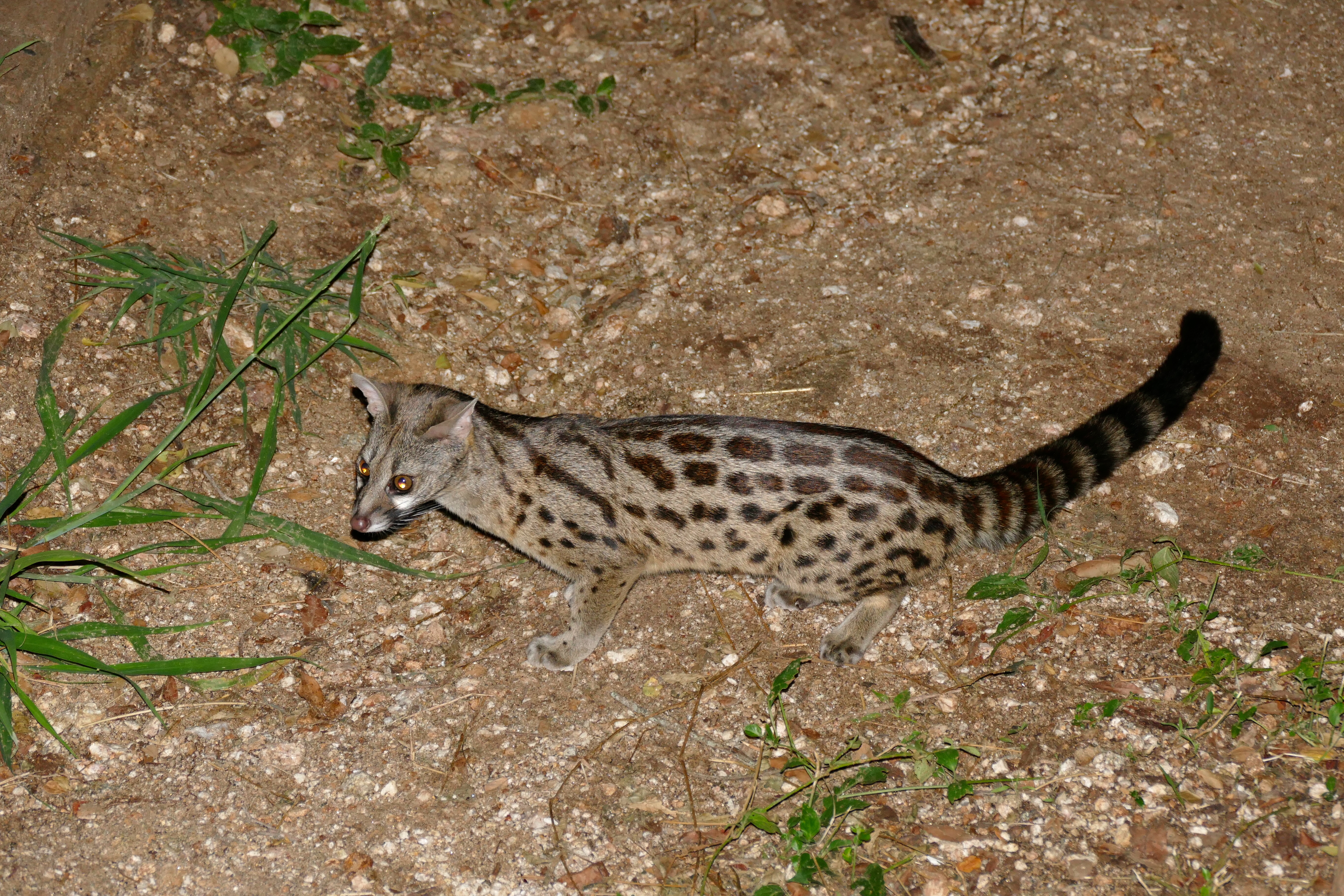
Genette tigrine (Parc national Kruger, Afrique du Sud)

## Taxinomie
La genette tigrine a été décrite en 1776 par Johann Christian Daniel von Schreber sous le protonyme Viverra tigrina.

## Publication originale
- Schreber, 1776 : Die Säugethiere in Abbildungen nach der Natur mit Beschreibungen, 3(17): pl. 115 [1776]; Viverra tigrina 3(25): 425 [1777]. Wolfgang Walther, Erlangen[3].

## Écologie et comportement

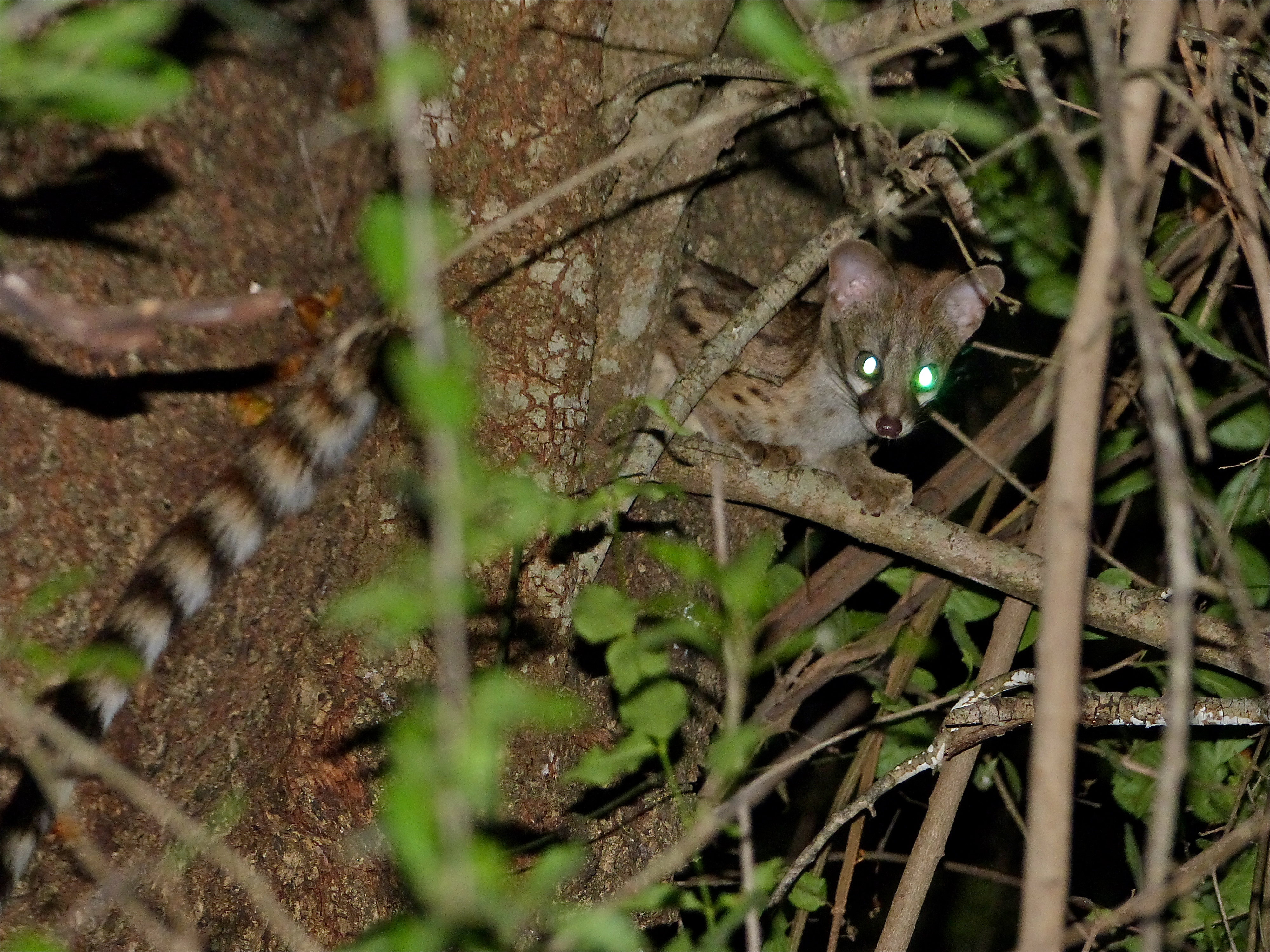
Genette tigrine de nuit dans un arbre (Parc national Kruger, Afrique du Sud)

Comme les autres espèces de son genre Genetta, elle est nocturne et arboricole.